# Rotoita basalis
Rotoita basalis är en stekelart som beskrevs av Boucek och John S. Noyes 1987. Rotoita basalis ingår i släktet Rotoita och familjen Rotoitidae. Inga underarter finns listade i Catalogue of Life.